# Parti communiste italien (2016)
Pour les articles homonymes, voir Parti communiste italien.
Ne doit pas être confondu avec Parti de la refondation communiste.
Le Parti communiste italien (en italien, Partito Comunista Italiano -PCI-) est un parti politique italien, fondé le 26 juin 2016 à  San Lazzaro di Savena. Il reprend le nom du Parti communiste italien de 1921-1991.
Il est créé après une constituante communiste à laquelle ont pris part le Parti des communistes italiens, des militants en provenance du Parti de la refondation communiste, l'Association pour la Reconstruction du Parti communiste et de quelques groupes mineurs et personnalités indépendantes.
Après le congrès fondateur, Mauro Alboresi a été élu secrétaire par le comité national nouvellement formé du parti.
Lors des élections générales de 2018, le nouveau PCI fait partie de la coalition Pouvoir au peuple.